# Erlendur Valdimarsson
Erlendur Valdimarsson (ur. 5 listopada 1947) – islandzki lekkoatleta specjalizujący się w rzucie dyskiem, olimpijczyk.
Reprezentował Islandię w rzucie dyskiem na Letnich Igrzyskach Olimpijskich 1972, które odbyły się w Monachium. W piątej rundzie kwalifikacyjnej rzucił na dystans 55,38 m i zajął 23. miejsce. Nie dotarł do finału.